# Кредо (повесть)
«Кредо» — повесть Сергея Лукьяненко, написанная в 2004 году. Впервые издана в 2005 году, вошла в сборник «Проводник отсюда» (Издательство «АСТ»).

## Сюжет
Частный детектив Артём Камалов занимается вопросами наследства, связанными с предыдущими реинкарнациями людей. Говорить с реинкарнациями позволяет т. н. «звезда Теслы», устройство, изобретённое учёным Теслой. Связь можно осуществлять лишь ограниченное число раз, поскольку каждая последующая попытка повышает у живого человека опасность возникновения шизофрении.
К Артёму приводят мальчика, реинкарнация которого оставила ему наследство. Артём предупреждает родителей об опасности повторных «сеансов связи», но те его не слушают. Мальчика уводят, а расстроенный Артём идёт выпить пива в бар, расположенный напротив университета им. Баумана.
В баре сыщик знакомится с Иваном Петренко, преподавателем Бауманки. Иван, узнав что Артём работает детективом, рассказывает ему, что в детстве не проходил обследование на «звезде Теслы», и сделал это только вчера. Причём справился самостоятельно, использовав имеющийся в Бауманке макет устройства. Поскольку во время сеанса человек не может находиться в сознании, Иван усыпил себя и, поставив таймер для пробуждения, записал разговор со своей реинкарнацией на диктофон.
Иван хочет выйти с Артёмом из бара, чтобы «что-то показать», но, в этот момент раздаются выстрелы и Ивана убивают.
Артём встречается с женой погибшего, которая нанимает его для расследования. Поскольку Камалов официально не может расследовать убийство, он берётся разыскать пропавшую с диктофона флешку, рассчитывая узнать таким образом имя убийцы.
Детектив вторично посещает бар и догадывается, что выстрелы были произведены с помощью снайперской винтовки, причём стреляли, скорее всего, из окна Бауманки. Артём решает пойти в Бауманку и поговорить с пятью коллегами Ивана. Он общается с Захаром Киреевым и профессором Ройбахом, которые делают различные предположения о возможном убийце.
Артём посещает заведующую кафедры Данилян. Данилян рассказывает Артёму об устройстве «звезды Теслы» и показывает ему точно такой же диктофон с флешкой, который был у убитого. С целью спровоцировать убийцу Артём просит у Данилян отдать ему копию флешки, после чего оставляет флешку на видном месте и идёт навестить ещё одного коллегу убитого — Сергея Светова.
В беседе со Световым выясняется, что последний был в армии снайпером. В момент разговора в комнату врываются сотрудники полиции и арестовывают Светова по подозрению в убийстве. Однако Артём не верит в его вину. У детектива к тому времени уже сложилась собственная версия событий, и, с целью выяснить все окончательно, он идёт к профессору Агласову.
Во время разговора с Агласовым детективу звонит Киреев и говорит, что нашёл флешку. Артём просит принести её к профессору и предлагает Агласову прослушать запись, при этом он фактически обвиняет профессора в убийстве. Однако Агласов соглашается прослушать запись, поскольку знает, что флешка поддельная (настоящую флешку профессор, будучи убийцей, уничтожил).
Киреев приносит флешку, на которой неожиданно оказывается изобличающая Агласова запись. Убитый Петренко подстраховался, сделав дубликат записи на второй диктофон. Голос на плёнке рассказывает, что в прошлой жизни его звали Леонид Балашов. Леонид раньше работал в университете имени Баумана, где во время одного из научных опытов его убил профессор Агласов.
Агласова изобличают сразу в двух убийствах. Артёму остаётся только встретиться с женой Петренко и получить гонорар.

## Из комментариев в сборнике «Проводник отсюда»
Цитата С. Лукьяненко

Идею «Кредо» мне подарил мой друг, литературный критик и сотрудник журнала фантастики «Если» Дмитрий Байкалов. Идея была проста — «мир, в котором доказана реинкарнация души». Идея была мирообразующей — самое важное для повести или романа.
Я немедленно сел писать роман. Мне, как материалисту, захотелось дать научное обоснование происходящему. Я придумал наукообразное объяснение происходящему, вписал (с твердой целью поменять в дальнейшем) физика Теслу как изобретателя устройства, описанного в романе и занялся, собственно говоря, детективной интригой.
Лишь через несколько дней я решил подробнее изучить биографию великого физика. Каково же было моё удивления, когда через несколько часов я понял — именно Тесла и никто другой мог работать в этом направлении (и, даже, можно сказать — работал!) Всё, что я придумывал изначально ложилось на неизвестные мне раньше исторические факты с поразительной точностью. Настолько, что я решил временно отложить роман, а для начала написать повесть. Рано или поздно «Кредо» вырастет в настоящий роман, но пока я с чистой совестью называю это произведение повестью.
Есть и второе удивительное совпадение. Несколько лет назад критик и журналист Андрей Чертков, автор концепции сборников «Время учеников» и многих других интереснейших проектов, придумал точно такую же мирообразующую идею — мир с доказанной реинкарнацией! И тоже подарил эту идею — писателю Александру Житинскому! И вскоре после выхода «Кредо» на эту же идею была написана и повесть Житинского — совершенно другая, конечно же.
Я абсолютно убеждён (и Дмитрий с Андреем в этом уверены), что один и тот же ход был придуман независимо. Наверное, это значит, что для этой идеи пришло время.
И все таки мне, писателю фантасту, а значит — скептику, немного не по себе от таких совпадений.